# Jake Dixon
Pour les articles homonymes, voir Dixon.
Jake Curtis Dixon, né le 15 janvier 1996, est un pilote de vitesse moto britannique. En 2025, il participe au Championnat du Monde Moto2 avec l'équipe Elf Marc VDS Racing. Il est surtout connu pour avoir terminé deuxième du championnat britannique de Superbike en 2018 et pour être devenu le plus jeune pilote à se qualifier pour la phase finale de ce championnat en 2017. Il est le fils de Darren Dixon (en), champion du TT F1 Superbike en 1988 et double champion du monde en side-car en 1995 et 1996.

## Carrière

### Début en sport automobile
À l'âge de 12 ans, Dixon participe au Southern Supermoto Championship avant de progresser vers le Aprilia Superteens Championship en 2010.
Lors de sa première année de compétition sur asphalte, Dixon termine 3e de l'Aprilia 125cc Superteens Championship. Cette année-là, le vainqueur est Chrissy Rouse, qui affronte ensuite Dixon lors du l'édition 2018 du championnat britannique de Superbike. Il rejoint ensuite le championnat Aprilia RRV450 Challenge en 2011. Cette année-là, il termine de nouveau troisième place du championnat.

### Championnat de Supersport 600
En 2012, à l'âge de 16 ans, il rejoint le championnat British National Superstock 600 cc, une des catégories annexes du British Superbike Championship. Il évolue au guidon de la Yamaha R6 préparée par Shaun Rose pour l'équipe Moto Breakers ; il termine 4e du championnat. Sans sa chute au niveau du mont à Cadwell Park, qui lui a causé une blessure au poignet, il aurait probablement pu finir plus haut dans le classement.
En 2013, L'anglais a disputé la saison avec une nouvelle équipe et dans un nouveau championnat. Il est passé au Supersport 600, roulant pour l'équipe CF Motorsport de Craig Fitzpatrick sur une Yamaha R6. Après six manches, il a lourdement chuté à Oulton Park et s'est fracturé le scaphoïde, mettant ainsi fin à sa saison. Il a terminé à la 16e place du championnat. En 2014, Dixon est resté dans le championnat Supersport 600, pilotant à nouveau une Yamaha R6 pour l'équipe Appleyard/Macadam/Doodson. Il a achevé la saison à la 8e position. Pour 2015, il rejoint l'équipe Smith's et a couru sur une Triumph 675 trois cylindres. Il a terminé à la 3e place du championnat Supersport 600.

### Championnat de British Superbike
Il est monté en 2016 dans le British Superbike Championship. Initialement, il devait faire équipe avec l'écurie Tsingtao Kawasaki de Dave Tyson pour la saison, mais des problèmes financiers ont empêché l'équipe d'aligner deux pilotes, ne participant qu'à une seule manche avec Danny Buchan. À mi-saison, Dixon a reçu une offre pour piloter une BMW S1000RR de l'équipe Briggs Equipment dirigée par Lee Hardy. Cependant, après six manches, un problème de freins à Oulton Park a provoqué une chute qui lui a valu une fracture de la hanche, mettant fin à sa saison prématurément.
En 2017, il a remporté les deux courses de la quatrième manche du championnat au Knockhill Racing Circuit. Il a terminé à la sixième place du championnat et est devenu le plus jeune pilote de l'histoire à se qualifier pour la finale, réservée aux six meilleurs pilotes. Il a annoncé qu'il resterait avec l'équipe Lee Hardy Racing/RAF Regular & Reserves en 2018, au guidon d'une Kawasaki ZX10R de 1000 cm³ pour le British Superbike Championship. Il a terminé sa participation au championnat britannique de Superbike à la deuxième place, derrière le champion Leon Haslam.

### Championnat du monde de Superbike
L'anglais a également fait sa première apparition dans le Championnat du Monde Superbike en 2017 en tant que participant invité à Donington Park avec l'équipe Royal Air Force Reg. & Res. Kawasaki. Lors de cette course, il a abandonné lors de la première course et a terminé à la 9e place lors de la deuxième course.

### Championnat de Moto2

#### Dynavolt Intact GP (2017)
Dixon a fait ses débuts en Moto2 lors du Grand Prix de Grande-Bretagne 2017 à Silverstone, en remplacement de l'injurié Marcel Schrotter, au sein de l'équipe Dynavolt/Intact. Il a terminé à la 25e place.

#### Ángel Nieto Team (2019)
Pour la saison 2019, il signe avec l'écurie espagnole Aspar Team. Il fai équipe avec l'espagnol Xavi Cardelús. À bord de machines équipées de moteurs Triumph de 765 cm³, nouveaux pour la série, et de châssis KTM,. Il a fait ses débuts complets en tant que pilote du Championnat du Monde Moto2 à bord d'une KTM, mais la course de 2019 au Qatar, où Dixon a participé à temps plein, n'est pas sa première apparition en Moto2. Il avait déjà couru en tant que pilote invité à Silverstone en 2017, une course qu'il avait terminée à la 25e place.Il termine le championnat à la vingt-cinquième position avec un total de 7 points.

#### Petronas Sprinta Racing (2020–2021)
Il rejoit Petronas Sprinta Racing pour la saison 2020 aux côtés de Xavi Vierge, lors de la troisième saison de l'équipe dans la catégorie intermédiaire des courses de Grands Prix,. Il termine la saison avec un toatl de 44 points.
En octobre 2020, Petronas Sprint Racing (Sepang Racing Team) a annoncé que Dixon resterait avec l'équipe malaisienne en Moto2 pour la saison 2021. Pour la première course de la saion, il franchit la ligne à la septième position. Il a terminé la saison avec un total de 30 points.

#### GasGas Aspar Team (2022–2024)
En vue de la saison 2022, Dixon signe un contrat pour courir avec l'équipe Aspar, portant le nom de GasGas, et utilisant un châssis Kalex. Il décroche son premier podium avec une troisième place, lors du grand prix des amériques. Il décroche de nouveau une troisième place, lors du Grand Prix des Pays-Bas 2022. Deux Grand Prix plus tard, il franchit la ligne en troisième position, derrière Somkiat Chantra et Ai Ogura. Habitué des troisième position, il décroche son cinquième podium lors du Grand Prix d'Australie. Il termine la saison à la sixième position avec un total de 168,5 points.

#### MarcVDS Racing Team (2025)
Le 19 août 2024, le MarcVDS Racing Team a annoncé que Dixon courrait pour leur équipe Moto2 en 2025, lors de leur passage du châssis Kalex au châssis Boscoscuro . Pour le premier Grand Prix de la saison, en Thaïlande, il se qualifie en huitième position. Le lendemain, le natif de Douvres termine septième, derrière Barry Baltus. Pour le Grand Prix suivant en Argentine, il se qualifie en deuxième position, derrière Manuel González. Le dimanche, il remporte la course avec le meilleur tour devant celui-ci et Celestino Vietti. Il réitère sa performance, avec une pole position pour le Grand Prix des Amériques. Position convertie en victoire le lendemain, lors du podium détenu par Boscoscuro, avec la deuxième place de  Tony Arbolino et Alonso López. La sous performance de Manuel González aux Amériques, lui permet de prendre la tête du championnat.

### MotoGP

#### Petronas Yamaha SRT (2021)
Dixon a également participé à deux courses de MotoGP avec l'équipe Petronas Yamaha, terminant à la 19e place lors du Grand Prix de Grande-Bretagne en août et chutant lors du deuxième tour à Aragón en septembre 2021,.

## Vie personelle
En décembre 2018, il se marie avec Sarah Roberts. Elle est la fille du pilote Eddie Roberts. Le premier avril 2023, le couple accueille son premier enfant, une fille, dont il célèbre la naissance, sur le podium du Grand Prix d'Argentine.

## Résultats en carrière

### Grand Prix moto

#### Par saison
| Saison | Catégorie | Moto       | Ecurie                   | Courses | Victoire | Podium | Pole | M/Tours | Pts   | classement |
| ------ | --------- | ---------- | ------------------------ | ------- | -------- | ------ | ---- | ------- | ----- | ---------- |
| 2017   | Moto2     | Suter      | Dynavolt Intact GP       | 1       | 0        | 0      | 0    | 0       | 0     | 45e        |
| 2019   | Moto2     | KTM        | Ángel Nieto Team         | 17      | 0        | 0      | 0    | 0       | 7     | 25e        |
| 2020   | Moto2     | Kalex      | Petronas Sprinta Racing  | 12      | 0        | 0      | 0    | 0       | 44    | 18e        |
| 2021   | Moto2     | Kalex      | Petronas Sprinta Racing  | 15      | 0        | 0      | 0    | 0       | 30    | 20e        |
| 2021   | MotoGP    | Yamaha     | Petronas Yamaha SRT      | 2       | 0        | 0      | 0    | 0       | 0     | 30e        |
| 2022   | Moto2     | Kalex      | GasGas Aspar Team        | 20      | 0        | 6      | 2    | 0       | 168.5 | 6e         |
| 2023   | Moto2     | Kalex      | GasGas Aspar Team        | 19      | 2        | 5      | 2    | 1       | 204   | 4e         |
| 2024   | Moto2     | Kalex      | CFMoto Aspar Team        | 18      | 2        | 5      | 2    | 1       | 155   | 8e         |
| 2025   | Moto2     | Boscoscuro | Elf Marc VDS Racing Team | 3       | 2        | 2      | 1    | 1       | 59*   | 1er*       |
| Total  | Total     | Total      | Total                    | 107     | 6        | 18     | 7    | 3       | 667.5 |            |

#### Par catégorie
| Catégorie | Saison             | 1er GP               | 1er Pod            | 1ère Victoire      | Course | Vic. | Podiums | Pole | M/Tours | Pts   | Titre |
| --------- | ------------------ | -------------------- | ------------------ | ------------------ | ------ | ---- | ------- | ---- | ------- | ----- | ----- |
| Moto2     | 2017, 2019–present | Grande-Bretagne 2017 | Amériques 2021     | Pays-Bas 2023      | 103    | 4    | 16      | 6    | 2       | 617.5 | 0     |
| MotoGP    | 2021               | Grande-Bretagne 2021 |                    |                    | 2      | 0    | 0       | 0    | 0       | 0     | 0     |
| Total     | 2017, 2019–present | 2017, 2019–present   | 2017, 2019–present | 2017, 2019–present | 105    | 4    | 16      | 6    | 2       | 617.5 | 0     |

#### Courses par années
| Sais | Cat    | Moto       | 1       | 2       | 3       | 4       | 5       | 6       | 7       | 8      | 9       | 10      | 11     | 12     | 13      | 14      | 15      | 16      | 17      | 18      | 19     | 20      | 21  | 22  | Clas | Pts   |
| ---- | ------ | ---------- | ------- | ------- | ------- | ------- | ------- | ------- | ------- | ------ | ------- | ------- | ------ | ------ | ------- | ------- | ------- | ------- | ------- | ------- | ------ | ------- | --- | --- | ---- | ----- |
| 2017 | Moto2  | Suter      | QAT     | ARG     | AME     | SPA     | FRA     | ITA     | CAT     | NED    | GER     | CZE     | AUT    | GBR 25 | RSM     | ARA     | JPN     | AUS     | MAL     | VAL DNS |        |         |     |     | 45e  | 0     |
| 2019 | Moto2  | KTM        | QAT Ret | ARG 17  | AME DNS | SPA     | FRA 17  | ITA Ret | CAT Ret | P-B 12 | GER Ret | CZE 18  | AUT 19 | GBR 23 | RSM 20  | ARA 23  | THA 19  | JPN 17  | AUS 21  | MAL 17  | VAL 13 |         |     |     | 25e  | 7     |
| 2020 | Moto2  | Kalex      | QAT 14  | SPA 18  | ANC Ret | CZE Ret | AUT 14  | STY 8   | RSM 16  | EMI 6  | CAT Ret | FRA Ret | ARA 4  | TER 7  | EUR DNS | VAL     | POR     |         |         |         |        |         |     |     | 18e  | 44    |
| 2021 | Moto2  | Kalex      | QAT 7   | DOH Ret | POR Ret | SPA DNS | FRA 18  | ITA 14  | CAT 18  | ALL 21 | P-B 18  | STY 11  | AUT 11 |        |         | RSM 19  | AME 10  | EMI 13  | ALR Ret | VAL 16  |        |         |     |     | 20e  | 30    |
| 2021 | MotoGP | Yamaha     |         |         |         |         |         |         |         |        |         |         |        | GBR 19 | ARA Ret |         |         |         |         |         |        |         |     |     | 30e  | 0     |
| 2022 | Moto2  | Kalex      | QAT 11  | INA Ret | ARG 5   | AME 3   | POR Ret | SPA Ret | FRA 21  | ITA 6  | CAT 4   | ALL 11  | P-B 3  | GBR 3  | AUT 3   | RSM Ret | ARA Ret | JPN 4   | THA 4‡  | AUS 3   | MAL 3  | VAL 7   |     |     | 6e   | 168.5 |
| 2023 | Moto2  | Kalex      | POR 6   | ARG 3   | AME DNS | SPA 6   | FRA 5   | ITA 3   | ALL 3   | P-B 1  | GBR Ret | AUT 4   | CAT 1  | RSM 12 | IND Ret | JPN 4   | INA 4   | AUS Ret | THA Ret | MAL 5   | QAT 5  | VAL 6   |     |     | 4e   | 204   |
| 2024 | Moto2  | Kalex      | QAT DNS | POR DNS | AME 23  | SPA Ret | FRA 17  | CAT 3   | ITA 12  | P-B 4  | ALL 2   | GBR 1   | AUT 3  | ARA 1  | RSM 5   | EMI Ret | INA 22  | JPN 13  | AUS Ret | THA 7   | MAL 4  | SLD Ret |     |     | 8e   | 155   |
| 2025 | Moto2  | Boscoscuro | THA 7   | ARG 1   | AME 1   | QAT     | ESP     | FRA     | GBR     | ARA    | ITA     | NED     | ALL    | TCH    | AUT     | HON     | CAT     | RSM     | JPN     | IND     | AUS    | MAL     | POR | VAL | 1er* | 59*   |

‡ La moitié des points est attribuée quand moins des deux tiers de la distance a été parcourue (mais au moins trois tours complets).

*Saison en cours